# Saint-Julien-de-Jonzy
Saint-Julien-de-Jonzy è un comune francese di 294 abitanti situato nel dipartimento della Saona e Loira nella regione della Borgogna-Franca Contea.

## Società

### Evoluzione demografica
Abitanti censiti